# Comesperma sphaerocarpum
Comesperma sphaerocarpum là một loài thực vật có hoa trong họ Polygalaceae. Loài này được Steetz mô tả khoa học đầu tiên năm 1848.